# Łukasz Miedzik
Łukasz Miedzik (ur. 2 kwietnia 1991 w Bydgoszczy) – polski lekkoatleta specjalizujący się w biegach sprinterskich, a następnie bobsleista. Uczestnik bobslejowych mistrzostw Europy i świata, medalista mistrzostw kraju, olimpijczyk 2018.

## Życiorys
Miedzik początkowo uprawiał lekkoatletykę, specjalizując się w sprintach. Był między innymi finalistą halowych mistrzostw Polski do lat 20 w biegu na 60 metrów (2010), czy finalistą ogólnopolskiej olimpiady młodzieży w biegu na 100 metrów (2008).
W 2014 zaczął uprawiać bobsleje, w kolejnym roku debiutując w reprezentacji. W zawodach międzynarodowych po raz pierwszy wystąpił 1 lutego 2015 podczas zawodów Pucharu Świata w La Plagne,
w których zajął 22. pozycję w czwórkach (zawody te miały jednocześnie rangę mistrzostw Europy – w tej rywalizacji polska załoga była 15.). W 2016 zajął 26. lokatę w czwórkach w mistrzostwach świata, był także zgłoszony do udziału w mistrzostwach Europy w tej konkurencji, jednak polski zespół ostatecznie w nich nie wystartował. W 2017 zajął 19. lokatę w mistrzostwach Europy (czwórki) i 28. w mistrzostwach świata. Znalazł się w składzie reprezentacji Polski na Zimowe Igrzyska Olimpijskie 2018, w których zajął 13. miejsce w rywalizacji czwórek.
W Pucharze Świata jego najlepszym rezultatem jest 18. lokata w czwórkach (7 stycznia 2018 w Altenbergu), a w Pucharze Europy 10. miejsce w czwórkach (16 stycznia 2016 w Innsbrucku) i 19. w dwójkach (12 listopada 2017 w Lillehammer). W październiku 2017, startując w parze z Jakubem Stano, w pierwszej po 49 latach przerwy imprezie tej rangi, zdobył srebrny medal mistrzostw Polski w bobslejowych dwójkach.